# Kentwood (Louisiana)
Kentwood is een landelijke stad (town) in Tangipahoa Parish in de Amerikaanse staat Louisiana. Het ligt dicht bij de grens met de staat Mississippi. De stad telde bij de volkstelling in 2000 zo'n 2205 inwoners.
De stad werd in 1893 gesticht door Amos Kent.
Kentwood is vooral bekend van Kentwood Springs, gebotteld water van de bron bij Kentwood, en van het feit dat Britney en Jamie Lynn Spears er wonen.

## Plaatsen in de nabije omgeving
De onderstaande figuur toont nabijgelegen plaatsen in een straal van 24 km rond Kentwood.